# Shout (film)
Shout è un film del 1991 diretto da Jeffrey Hornaday.

## Trama
Il film è ambientato alla Benedict Boys Home, in Texas. Jesse Tucker e i suoi quattro amici vivono e lavorano con altri ragazzi sotto la stretta guida di Eugene, che ha un'adorabile figlia Sara. Hanno un insegnante di musica Jack Cabe che è appassionato di rock and roll e insegna loro lo stesso, con grande irritazione di Eugene che vuole licenziarlo ma lo lascia dopo un avvertimento, Jack poi dice loro di organizzare in qualche modo una radio e ascolta lo spettacolo Midnight Rider. Jesse scommette con i ragazzi che farebbe sesso con Sara ma invece si innamora di lei.
Vanno al club dove vedono persone che si divertono con il rock n roll fino in fondo e Jesse si lascia ispirare e dà una performance impressionante sul palco. Jack Cabe ha un alterco con lo sceriffo della città, che è irritato dai suoi modi ribelli e decide di scoprire la verità sul suo passato.
A scuola Jesse e i suoi amici entrano in contatto con le ragazze mentre assistono a una conferenza sugli effetti inquinanti della musica e della televisione moderne. Uno dei ragazzi che è attratto da Sara le racconta della scommessa. Dopo la sua rabbia iniziale, viene conquistata da Jesse dal suo comportamento onesto e dalla sua verità.
Jack Cabe viene scoperto essere un assassino in fuga e fugge vedendo i poliziotti a casa sua. Jesse ruba l'auto di Eugene e va da Jack dove confida di un omicidio accidentale avvenuto difendendo il suo amico di colore in un club dove sono stati invitati a dare spettacolo Rock 'N' Roll. Jesse gli chiede di smettere di correre, ma Jack gli chiede di stare zitto e lo allontana.
Jesse torna a casa dei ragazzi. Fa tutto il possibile per sopravvivere lì, inclusa Sara per tenersi fuori dai guai con suo padre.
Ad una fiera dove è stato chiesto di suonare la band Benedict's Boys, iniziano con la solita musica, ma vedendo Jack arrendersi, Jesse si fa avanti e inizia a suonare rock n roll con grande gioia dei giovani che rispondono immediatamente e ballano invitando gesti di disapprovazione da parte di anziani. L'ultima scena in cui viene mostrato Eugene che cerca senza successo di fermare la band mentre sua figlia si alza con gioia pronta a riprendere la sua relazione con Jesse.